# Maccabi Ironi Ashdod
Il Maccabi Ironi Ashdod (in ebraico מכבי עירוני אשדוד‎?), noto semplicemente come Ironi Ashdod, è una società calcistica di Ashdod (Israele).

## Storia
Fondato nel 1961. La squadra ha fatto la storia nella Liga Bet, nella stagione 1979-80. raggiunse per la prima volta la seconda divisione del campionato (all'epoca la Liga Alef) nel 1990, conquistando poi la promozione in Liga Leumit, all'epoca la massima serie, nel 1993.
Retrocesso al termine della stagione 1994-1995, l'Ironi Ashdod riguadagnò la promozione in Liga Leumit nel 1996-1997.
Due anni dopo, al termine del campionato 1998-1999, l'ultimo con la denominazione "Liga Leumit", l'Ironi Ashdod si fuse con l'altra compagine cittadina, i rivali dell'Hapoel Ashdod, formando l'M.S.Ashdod.

### Rifondazione del club nelle divisioni inferiori
Durante il campionato 2014-2015, tuttavia, i tifosi dell'Ashdod già sostenitori del Maccabi protestarono contro il presidente Jacky Ben-Zaken sia per la pessima stagione della squadra (che avrebbe terminato all'ultimo posto, con conseguente retrocessione in Liga Leumit), sia per la decisione (annunciata, anche se in seguito ritirata) di voler ribattezzare la società "Hapoel Ashdod" facendole indossare una divisa rossa.
Per l'intera stagione 2014-2015, i tifosi di provenienza Maccabi, non sentendosi più rappresentati dall'Ashdod, si aggregarono di volta in volta alle tifoserie avversarie, per poi rifondare, nel 2015, il Maccabi Ironi Ashdod.
Peraltro, nel medesimo periodo, anche una parte della restante tifoseria dell'Ashdod ha rifondato l'Hapoel Ashdod, dunque portando, in poco tempo, da una a tre il numero delle compagini della città.

## Palmarès

### Altri piazzamenti
- Liga Leumit:

Secondo posto: 1992-1993, 1996-1997
- Coppa d'Israele:

Semifinalista: 1997-1998